# Chmúra
Chmúra je chráněný areál v oblasti Kysuce. Nachází se v katastrálním území Nová Bystrica v okrese Čadca v Žilinském kraji. Území bylo vyhlášeno v roce 2001 s rozlohou 0,41 hektaru. Předmětem ochrany jsou slatinné louky s výskytem vzácných a chráněných druhů rostlin.